# Enicospilus vegai
Enicospilus vegai là một loài tò vò trong họ Ichneumonidae.